# Habitatges de la Cooperativa El Bienestar Obrero
Els Habitatges de la Cooperativa El Bienestar Obrero són un conjunt urbà situat al carrer del Comte de Güell de Barcelona, catalogat com a bé amb elements d'interès (categoria C). i inclòs a l'Inventari del Patrimoni Arquitectònic de Catalunya.

## Història
L'any 1910 es va fer un primer aixecament del plànol d'emplaçament delimitant les propietats veïnes, signat pel mestre d'obres Josep Graner i Prat. El 1913 es va fer el projecte de construcció dels habitatges, obra de l'arquitecte Josep Plantada i promoguts per la cooperativa El Bienestar Obrero en uns terrenys propietat d'Eusebi Güell. La  construcció de les cases barates es va acollir a la Llei de 12 de juny de 1911 i al reglament d'11 d'abril de 1912.
Originalment eren 22, però el 2004 van ser enderrocades les cases dels números 1 i 2, afectades per la regularització de la travessera de les Corts, creant una nova façana a l'entrada del carrer del Comte de Güell.

## Descripció
Els habitatges, de planta rectangular, costen de planta baixa i pis, amb terrat pla transitable en els números parells i coberta de dos aiguavessos en els senars, ocupant en planta una superfície de 49,50 m², amb un front de 5,50 m per una fondària de 9 m. La façana posterior dona a un jardí al qual s'accedeix per una escala construïda amb ciment portland.
Els habitatges situats a la banda dels números parells presenten una uniformitat procedent de l'ordenació simètrica a partir de l'edifici situat al número 10. Així, les cases número 8 i 12 són iguals, i el mateix succeeix amb les 6 i 14, les 4 i 16. La número 18 tenia la seva parella al número 2, actualment enderrocada. Les façanes d'aquest costat del carrer està orientades al nord-est, presentant dos eixos verticals d'obertures per habitatge. L'estreta porta d'accés a cadascuna de les finca es complementa a la part superior per una finestra. El finestral inferior, tancat per una reixa de ferro forjat, té a la part superior un balcó. Els coronaments varien en parelles, però destaca el capcer de l'habitatge axial, amb un sinuós frontó que emmarca la data de construcció, 1913.
Als números senars no es representa la mateixa simetria, amb ornamentacions i coronaments diversos, però amb unes obertures que responen a un balcó central a la planta superior, que conforma l'eix axial de cada edifici, amb un finestral i porta a la planta inferior. Els números 17 i 1 ja no existeixen.
La ornamentació és senzilla en general, amb un parament revestit d'estuc ornat amb alguns esgrafiats, rajoles de València, garlandes o elaborades composicions de maó vist. Aquest elements permeten adscriure el conjunt d'edificis dins del modernisme, però lluny de l'exuberància d'altres construccions, sobretot de l'Eixample.
La disposició interior es va resoldre situant a la planta baixa un dormitori, cuina, lavabo i l'escala, mentre que a la planta superior hi havia quatre dormitoris més. La decoració interior deixava veure les bigues, pintades a l'oli, mentre que els sostres i parets es feia al tremp. Els paviments eren hidràulics.